# Насусиобара
Насусиобара (яп. 那須塩原市 Насусиобара-си) — город в Японии, находящийся в префектуре Тотиги. Площадь города составляет 592,82 км², население — 116 814 человек (1 июля 2014), плотность населения — 197,05 чел./км².

## Географическое положение
Город расположен на острове Хонсю в префектуре Тотиги региона Канто. С ним граничат города Отавара, Яита, Никко, посёлки Насу, Сиоя, Минамиайдзу, Симого и село Нисиго.

## Население
Население города составляет 116 814 человек (1 июля 2014), а плотность — 197,05 чел./км². Изменение численности населения с 1980 по 2005 годы:
| 1980 | 85 436 чел.  |  |
| 1985 | 91 376 чел.  |  |
| 1990 | 97 771 чел.  |  |
| 1995 | 105 127 чел. |  |
| 2000 | 110 828 чел. |  |
| 2005 | 115 032 чел. |  |

## Символика
Деревом города считается сосна, цветком — Rhododendron quinquefolium.

## Города-побратимы
- Хитатинака, Япония (1990)
- Намэрикава, Япония (1996)
- Ниидза, Япония (2000)